# Serguei Dovlàtov
Serguei Donàtovitx Dovlàtov (en rus: Серге́й Дона́тович Довла́тов; Ufà, Rússia, 1941 - Nova York, Estats Units, 1990) fou un escriptor i periodista rus. Malgrat que es va exiliar als Estats Units el 1979, tot el seu corpus literari està escrit originalment en rus.

## Biografia
Fill d'una correctora armènia i d'un director d'escena jueu, va néixer a Ufà on havia estat evacuada la seva família des de Leningrad durant la Segona Guerra Mundial. El 1954 la família va retornar a Leningrad. Dovlàtov va créixer en un ambient artístic donada la feina del seu pare. Abans de començar els seus estudis universitaris, Dovlàtov va exercir com a treballador del metall. El 1959 va començar a estudiar al Departament de Finès de la Universitat Estatal de Leningrad. Després de dos anys i mig va ser-ne expulsat.
En ser reclutat per fer el servei militar va servir com a guàrdia en camps de presoners. L'experiència va quedar reflectida al llibre La zona que seria publicat el 1985. Posteriorment, a la dècada de 1960, va començar a guanyar-se la vida com a periodista a diversos diaris i revistes a Leningrad i després com a corresponsal del diari de Tallinn "Estònia Soviètica".
Els diversos intents de publicar a la Unió Soviètica van ser en va i el seu primer llibre va ser destruït per ordre del KGB. Malgrat tot, alguns relats de Dovlàtov es van publicar a través del samizdat o en revistes en llengua russa de l'Europa Occidental com Continent o El temps i nosaltres, provocant la seva expulsió de la Unió de Periodistes de l'URSS el 1976.

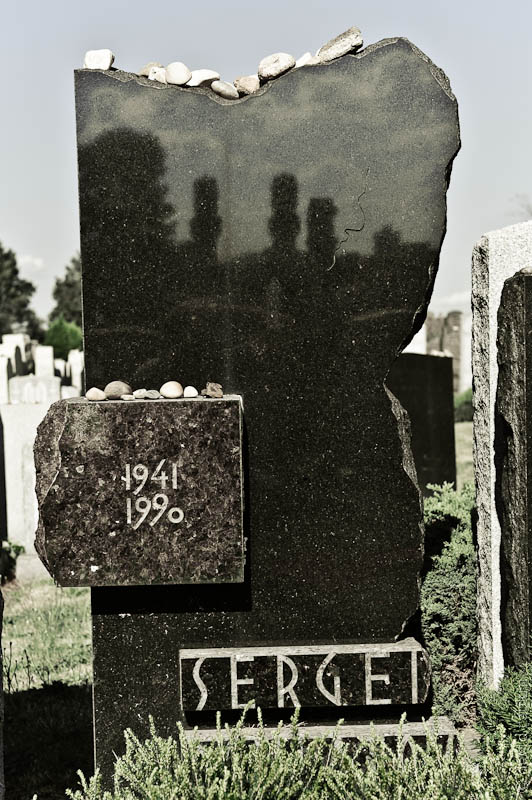
Tomba de Serguei Dovlàtov a Nova York

El 1979 va emigrar als Estats Units d'Amèrica i es va establir a Nova York. Va ser l'editor del diari en rus "The New American" durant el període de 1980-1982. A mitjan anys 1980 va començar a assolir reconeixement com a escriptor. Va poder publicar diversos contes al The New Yorker. Va publicar també una dotzena de llibres.
Va morir el 24 d'agost de 1990 d'una insuficiència cardíaca. És enterrat al cementiri jueu "Mount Hebron" de Nova York.

## Obres
Al llarg de la seva vida només va poder publicar dotze llibres entre els Estats Units i Europa durant els seus dotze anys d'exili com a immigrant. Després de la caiguda de la Unió Soviètica, es van publicar nombroses col·leccions de contes curts a Rússia. Els llibres publicats en vida van ser:
- Невидимая книга — Аnn Arbor: Ardis, 1977.
- Соло на ундервуде: Записные книжки — París: Третья волна, 1980.
- Компромисс — Nova York: Серебряный век, 1981.
- Зона: Записки надзирателя — Ann Arbor: Эрмитаж, 1982.
- Заповедник - Аnn Arbor: Эрмитаж, 1983.
- Марш одиноких — Holyoke: New England Publishing Co, 1983.
- Наши — Ann Arbor: Ардис, 1983.
- Демарш энтузиастов' (coautor amb Vagritx Bakhtxanian i N. Sagalovskij) — París: Синтаксис, 1985.
- Craft: A Story in Two Parts (Ремесло: Повесть в двух частях) — Ann Arbor: Ардис, 1985.
- Иностранка' — Nova York: Russica Publishers, 1986.
- Чемодан — Tenafly: Эрмитаж, 1986.
- Представление — Nova York: Russica Publishers, 1987.
- He только Бродский: Русская культура в портретах и в анекдотах (coautor amb M. Volkova) — Nova York: Слово — Word, 1990.
- Записные книжки — Nova York: Слово — Word, 1990.
- Филиал — Nova York: Слово — Word, 1990.

### Traduccions al català
En català hi ha nou de les seves obres, totes traduïdes per Miquel Cabal Guarro i publicades per LaBreu Edicions.
- Dovlàtov, Serguei; pròleg de Ricard San Vicente. La Zona: apunts d'un vigilant de camp [Зона: Записки надзирателя]. Traducció: Miquel Cabal Guarro. 1a ed..  Barcelona: Labreu Edicions, 2009, p. 230. ISBN 9788493539146.
- Dovlàtov, Serguei. La maleta [Чемодан]. Traducció: Miquel Cabal Guarro.  Barcelona: Labreu Edicions, 2010, p. 144. ISBN 9788493797638.
- Dovlàtov, Serguei. El compromís [Компромисс]. Traducció: Miquel Cabal Guarro.  Barcelona: Labreu Edicions, 2011, p. 192. ISBN 9788493858377.
- Dovlàtov, Serguei. Els nostres [Наши]. Traducció: Miquel Cabal Guarro.  Barcelona: Labreu Edicions, novembre 2014, p. 150. ISBN 9788494289750.
- Dovlàtov, Serguei. La filial [Филиал]. Traducció: Miquel Cabal Guarro.  Barcelona: Labreu Edicions, gener 2016, p. 158. ISBN 9788494433054.
- Dovlàtov, Serguei. El parc [Заповедник]. Traducció: Miquel Cabal Guarro.  Barcelona: Labreu Edicions, hivern 2017, p. 130. ISBN 9788494662416.
- Dovlàtov, Serguei. L'ofici [Ремесло]. Traducció: Miquel Cabal Guarro.  Barcelona: Labreu Edicions, primavera 2018, p. 328. ISBN 9788494833236.
- Dovlàtov, Serguei. L'estrangera [Иностранка]. Traducció: Miquel Cabal Guarro.  Barcelona: Labreu Edicions, estiu 2019, p. 150. ISBN 9788412077209.
- Dovlàtov, Serguei. El recull. Traducció: Miquel Cabal Guarro.  Barcelona: Labreu Edicions, primavera 2021, p. 144. ISBN 9788412328912.

## Llegat
El 26 de juny de 2014 l'Ajuntament de Nova York va anomenar l'encreuament entre la 63rd Drive i la 108th Street "Sergei Dovlatov Way". La petició per rebre aquest homenatge va ser signada per 18 mil persones.